# Geleenbeek

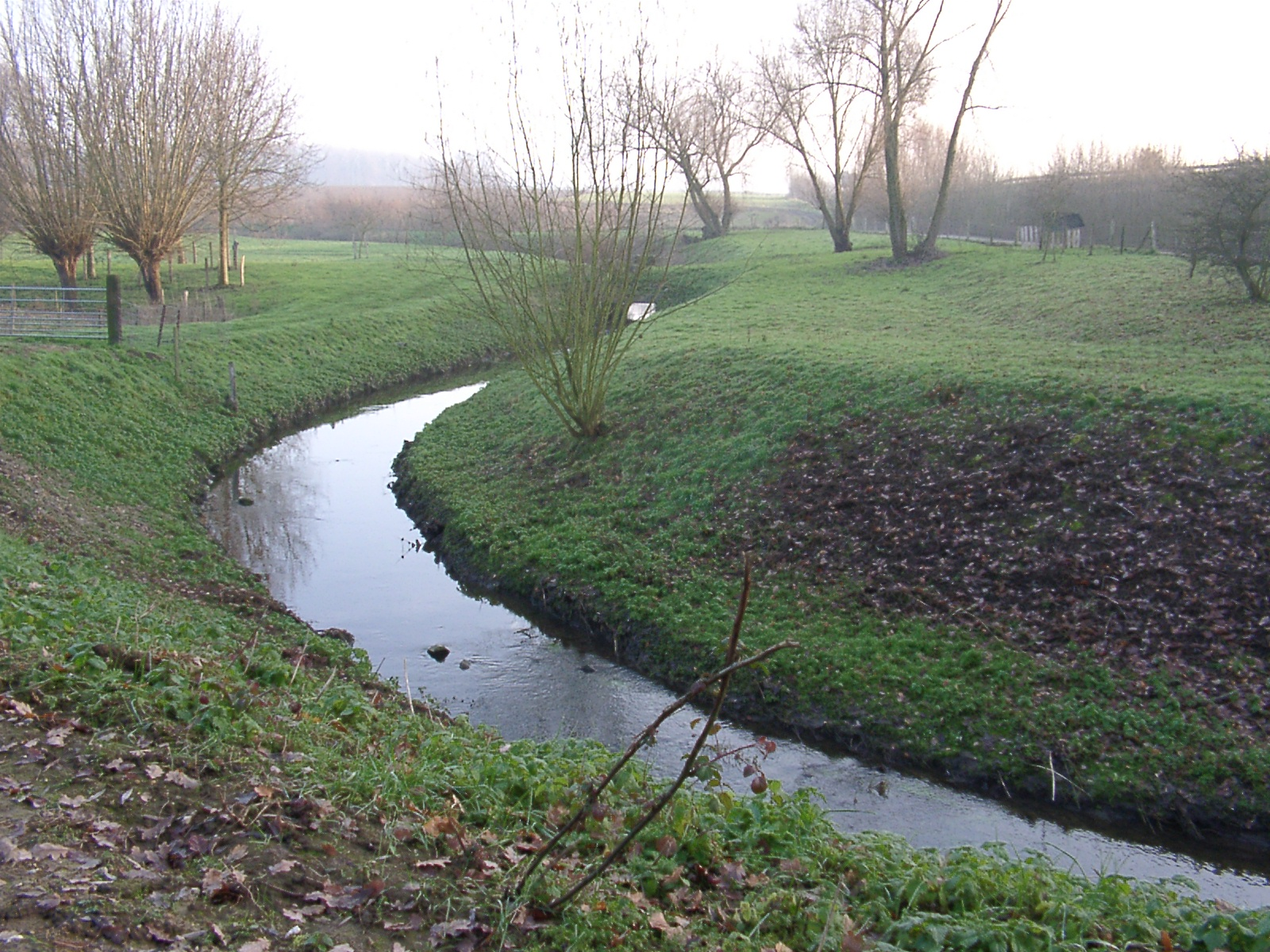
El Geleenbeek a Ten Esschen, a Weustenrade

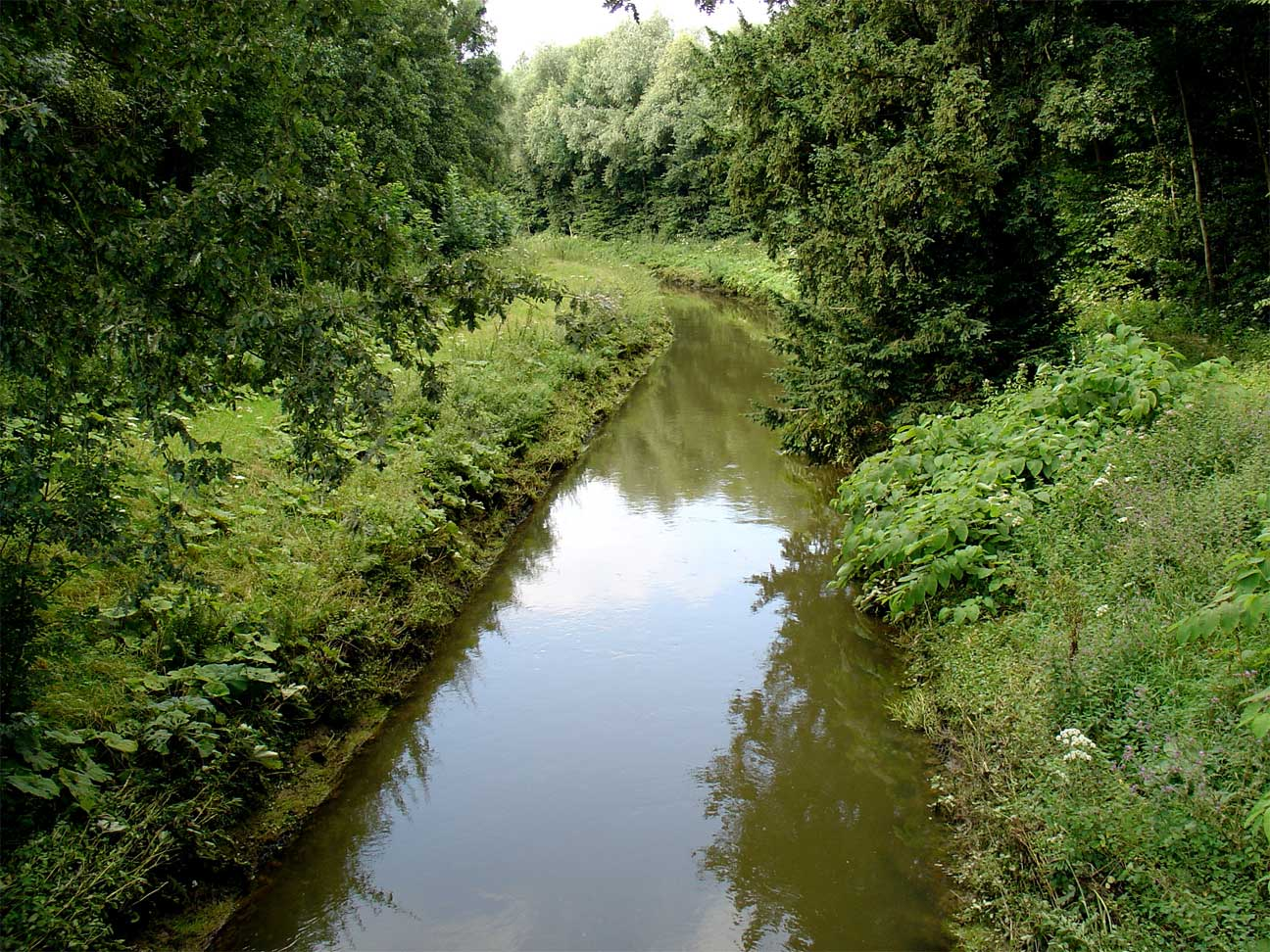
El Geleenbeek a Spaubeek

El Geleenbeek és un riu que neix a Heerlen, al nucli Benzenrade, parcialment canalitzat; en el seu curs natural, passa per Susteren i desemboca a Stevensweert, al Mosa.
El nom del riu i de la ciutat Geleen prové del mot llatí glana, que vol dir 'aigua clara'.
Tret del tram a través de la ciutat de Sittard, la vall del riu és força rural. A l'era industrial del segle xx, servia per a evacuar les aigües contaminades de dues mines de l'estat: la Staatsmijn Emma i la Staatsmijn Maurits i les de la ciutat. En tancar les mines i tractar les aigües usades, la qualitat de l'aigua es va millorar molt des dels anys 80 del segle xx.
Als anys 1950-1959, moltes parts del riu es van canalitzar. Ja es va començar un projecte de revertir el curs natural, com es pot veure a Weustenrade i Schinnen, on el rierol fa part del parc natural Landschapspark de Graven. Aquest projecte continua i es pensa de revertir tot el rierol per raons ecològiques, turístiques, culturals i recreatives.
Per a creuar el Julianakanaal i l'autopista A2, s'ha construït un sifó.

## Afluents
|  |  | - Hoensbeek, prop de Voerendaal - Retersbeek, prop de Retersbeek - Luiperbeek, prop de Weustenrade - Bissebeek, prop de Wijnandsrade - Hulsbergerbeek, afluent del Bissebeek a Swier - Caumerbeek, prop del castell Hoensbroek - Platsbeek, prop de Nuth | - Hoogbeeksken, prop de Spaubeek - Hobbelraderbeek, prop de Spaubeek - Cötelbeek, prop de Geleen - Limbrichterbeek, prop de Limbricht - Sluisbeek, prop de Limbricht - Vloedgraaf, prop de Susteren - Roode Beek, prop de Dieteren |

## Molins al Geleenbeek
|  |  | - Weltermolen a Welten, està funcionant - Watermolen Ter Worm a Heerlen, unes ruïnes - Oliemolen de Weustenrade a Weustenrade, unes ruïnes - Molen van Brommelen a Wijnandsrade, unes ruïnes - Mulraedermolen a Thull prop de Schinnen, desaparegut - Watermolen d'Heisterbrug a Heisterbrug prop de Schinnen, unes ruïnes - Borgermolen a Schinnen, unes ruïnes - Oliemolen van Spaubeek a Spaubeek, unes ruïnes - Kasteelmolen St. Jansgeleen a Spaubeek, la maquinària sempre hi és, però ja no funciona. - Danikermolen a Daniken prop de Geleen, desaparegut | - Molens de Houben a Munstergeleen, unes ruïnes d'un molí doble - Ophovenermolen a Sittard, està funcionant - Molen aan de Wal* a Sittard, desaparegut - Sittardermolen* a Sittard, desaparegut - Molen d'Hochstenbach* a Sittard, unes ruïnes - Stadbroekermolen* al nucli Stadbroek de Sittard, està funcionant - Katsbeekermolen a Susteren, unes ruïnes - Poolmolen a Holtum, està funcionant - Echtermolen a Echt, desaparegut - Slagmolen a Echt, desaparegut |

(*) Els tres molins de la ciutat de Sittard es troben al Molenbeek, una desviació artificial del Geleenbeek.
| \| \| Afluents del Mosa en orde davall->damunt \| |                                          |
| Dieze - Niers - Swalm - Roer - Geleenbeek- Geul - Jeker - Voer - Berwijn - Julienne - Llègia - Ourthe - Hoyoux - Mehaigne - Samson -Sambre - Bocq - Burnot - Molignée - Lesse - Viroin - Semois - Bar - Kuer (Chiers) |                                          |
| Vegeu també : • Mosa • França • Bèlgica • Països Baixos |                                          |
| | Afluents del Mosa en orde davall->damunt |